# Celosia floribunda
Celosia floribunda är en amarantväxtart som beskrevs av Asa Gray. Celosia floribunda ingår i släktet celosior, och familjen amarantväxter. Inga underarter finns listade i Catalogue of Life.